# Cantone di Besançon-5
Il cantone di Besançon-5 è una divisione amministrativa francese dell'arrondissement di Besançon, situato nel dipartimento del Doubs nella regione della Borgogna-Franca Contea.
È stato costituito a seguito della riforma approvata con decreto del 25 febbraio 2014, che ha avuto attuazione dopo le elezioni dipartimentali del 2015.

## Composizione
Comprende parte della città di Besançon e i 16 comuni di:
- Amagney
- La Chevillotte
- Deluz
- Fontain
- Gennes
- Le Gratteris
- Mamirolle
- Montfaucon
- Morre
- Nancray
- Novillars
- Roche-lez-Beaupré
- Saône
- Vaire-Arcier
- Vaire-le-Petit
- La Vèze